# Abus sexuels dans la congrégation des Clercs de Saint-Viateur
Pour un article plus général, voir Abus sexuels sur mineurs dans l'Église catholique au Canada.
Les abus sexuels dans la congrégation des Clercs de Saint-Viateur  désignent les agressions sexuelles commise au sein de cette institution par plus de 240 de ses clercs et agents pastoraux au Canada entre 1940 et 2012.

## Historique

### Recours collectifs
En justice civile, les Clercs de Saint Viateur ont été visés par plusieurs recours collectifs :

#### Collège classique de Cornwall
En janvier 2001, une poursuite au civil est intentée contre les Clercs de Saint-Viateur par d’anciens élèves du Collège classique de Cornwall en Ontario en marge du scandale du réseau de pédophilie à Cornwall.
En 2004, un règlement hors cours avec bâillon pour les plaignants[réf. nécessaire].

#### Sourds et Muets
En juin 2012, le Centre de la communauté sourde du Montréal métropolitain dépose une requête pour intenter un recours collectif au nom d’environ 75 enfants sourds et muets abusés par des religieux et membres du personnel de l'Institut Raymond-Dewar entre 1940 et 1982. On compte alors 38 abuseurs dont 26 clercs.
En février 2016, une entente hors cours est approuvée et l’Institut Raymond-Dewar doit régler 10 millions de dollars et les Clercs de Saint-Viateur qui dirigeaient l’institution et y enseignaient doivent payer 20 millions de dollars,.

#### Collège Bourget et al.0
En novembre 2017, une requête est déposée pour intenter une action collective au nom de plus de 300 victimes d’agressions sexuelles par des Clercs de Saint-Viateur.  Plus de 200 clercs et laïcs y sont nommés à la suite de dénonciations sous serment pour des abus sexuels commis entre 1940 et 2003; au moins 40 d'entre eux étaient décédés au moment du dépôt du recours collectif.

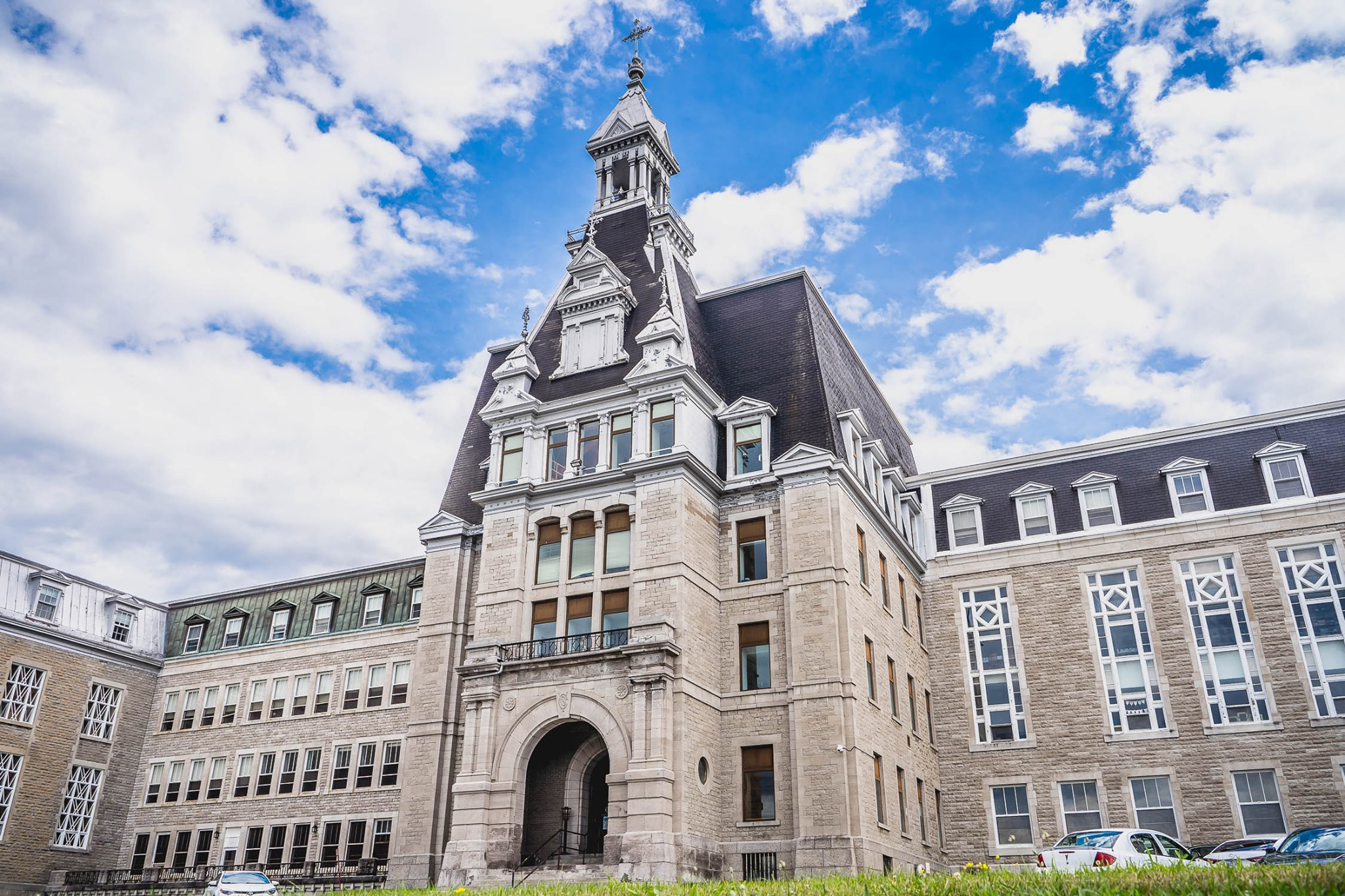
Le collège Bourget à Rigaud.

Cette action collective vise non seulement la congrégation religieuse mais aussi les établissements d’enseignement, les résidences et les camps d’été dirigés par celle-ci. Cela comprend en particulier le Collège Bourget, à Rigaud, l’Institut des sourds de Charlesbourg, à Québec, et le camp Ozanam, en Outaouais.
En août 2019, le recours collectif est autorisé.  On y comptait alors 414 dénonciations par 345 plaignants contre 185 individus nommés et 32 sans nom (surveillant de dortoir, prof de maths, etc.).  À eux seuls, les 32 individus identifiés 3 fois ou plus sont responsables de 202 des 414 abus dénoncés (48,8%).
En février 2022, une entente hors cours qui prévoit un versement de 28 millions de dollars aux victimes est soumise pour approbation de la cour.  Cette approbation sera retardée par l’opposition d’un membre dissident qui conteste les honoraires des avocats.
En avril 2023, la cour d’appel entérine l’entente avec des honoraires réduits de 5%.
Au total, les avocats ont reçu 473 dénonciations sous serment, mais six plaignants se sont désistés en cours de route (surtout des successions qui avaient été refusées par les héritiers).
En mars 2024 l’adjudicateur Claude Champagne a complété son analyse des dénonciations restantes et, au total, le juge a accepté 454 réclamations et en a rejeté 13. Des indemnités et une lettre d'excuse ont été transmises à ces 454 plaignants pour clore le dossier.

### Clercs dénoncés publiquement

#### Recours des sourds et muets
Le 18 février 2016, The Gazette obtient le droit de publier les noms des clercs (prêtres ou frères) et le nombre de dénonciations pour abus sexuel par des mineurs sous leur protection à l'institut des sourds et muets de Montréal. (Certains ont aussi été dénoncés dans le recours de 2017.)

#### Reportage de TVA
En octobre 2019, TVA diffuse un reportage de l’émission JE intitulé le "Poids du silence". Filmé à l’été 2019 ce reportage identifie Laurent Madore et Jean Pilon comme ayant déjà été reconnus coupables de crimes à nature sexuelle.  On y voit par trois fois des tentatives d’entrevues avec le P. Pilon.  À la suite de ce reportage, les avocats du recours collectif intenté en 2017 reçoivent plusieurs nouvelles dénonciations du P. Pilon; un phénomène qui se répétera lors de son arrestation en juin 2020.  

#### Recours Collège Bourget et al.
Un total de 189 clercs furent dénoncés nommément par 345 membres du recours collectif de 2017.

### Arrestations et condamnations
En 2011, la SQ appréhende trois religieux de la congrégation des Clercs de Saint-Viateur, George Whissell, Georges Montpetit et Laurent Madore, pour des agressions sexuelles commises sur un enfant de moins de 16 ans vers la fin des années 1970 au Collègue Bourget. En juin 2013, les trois religieux sont assignés à comparaître séparément au palais de justice de Valleyfield pour répondre à des accusations d'attentats à la pudeur, grossière indécence comme le stipulait le Code criminel du Canada à l'époque de ces crimes.
En juin 2014, Gérard Whissell est acquitté des accusations qui pesaient contre lui. À plusieurs reprises, la juge Odette Perron répète qu'elle croit le plaignant, que des gestes à caractère sexuel ont été commis au Collège Bourget. Mais que le doute raisonnable force l'acquittement.
En août 2014, Laurent Madore plaide coupable et est condamné à 2 jours de prison et à verser 7 500$ à une fondation.
En août 2014, George Montpetit est déclaré inapte à subir son procès par une équipe de l'Institut psychiatrique Philippe-Pinel, en raison de son état de santé.
En 2016, le prêtre Ronald Léger, membre des Clercs de Saint-Viateur, est condamné à Winnipeg à deux ans de prison pour avoir agressé sexuellement trois enfants âgés de 9 à 18 ans entre 1980 et 2004,.
En juillet 2016, Jean Pilon est accusé de grossière indécence et d'attentat à la pudeur envers deux plaignants en 1980 et en 1982 à Rigaud. En décembre 2017, il plaide coupable à un chef d'accusation d'attentat à la pudeur et est condamné à 1 an de détention (avec sursis) et à verser la somme de 5 000$ à une fondation.
En juin 2020, 5 membres des Clercs de Saint-Viateur, Gérard Whissell et Laurent Madore, à nouveau, ainsi que Jean Pilon, Roger Larue et Raoul Jomphe, sont arrêtés par la police québécoise pour des accusations « d’agression sexuelle, de grossière indécence et d’attouchement sexuel ». Ils enseignaient dans des collèges situés à Rigaud, à Matane et à Pohénégamook. En juillet 2020, trois autres membres de la congrégation sont également arrêtés  : Jean-Maurice O’Leary, Claude Gariépy et Rosaire Blais,.
En mai 2021, Raoul Jomphe plaide coupable à un chef d’attentat à la pudeur sur un enfant de 11 ans entre 1961 et 1964. Il est condamné à une peine de 18 mois avec sursis et une probation de 18 mois.
En juillet 2021, le  prêtre Jean Pilon, est condamné à trois ans et demi de prison à Salaberry-de-Valleyfield après avoir avoué des agressions sexuelles envers 12 enfants. Les faits se sont déroulés de 1982 à 1990 au sein du collège Bourget situé à Rigaud en Montérégie au Québec,.
En décembre 2021, Laurent Madore, membre des Clercs de Saint-Viateur, est condamné à 30 mois de prison,
En 2021, Gérard Whissell est condamné à deux ans moins un jour de détention. à servir à son domicile à cause de son état de santé.
En mai 2022, Claude Gariépy, membre des Clercs de Saint-Viateur plaide coupable à Joliette à des accusations de production d’images obscènes. Ainsi il évite la prison mais il doit s’acquitter de 100 heures de travaux communautaires et respecter plusieurs contraintes pendant une période de 18 mois,.
En octobre 2022, Jean Pilon est condamné à six mois de détention supplémentaire pour une treizième victime.

#### Réactions de la congrégation
Sur le site web des Clercs Saint-Viateur, il est fait  mention à quelques reprises des recours collectifs et de l'arrestation de 8 membres ,
mais non  de la dénonciation de plus de 20% de leurs membres . Un discours du supérieur provincial à la communauté en septembre 2016 est particulièrement troublant à cet égard : Il y fait l'éloge de cinq clercs qui ont contribué à faire fonctionner le centre Champagneur dont quatre avaient déjà été accusés d'agression sexuelle sur des  mineurs (Laurent Madore, George Whissell, Jean-Marc Pépin et Alban Malo).
Pour donner suite à la directive du Vatican de février 2019, qui oblige les congrégations à se rapporter au Vatican et à dénoncer les agresseurs sexuels avant mai 2020, certains membres de la congrégation ont perdu le droit d’exercer leur ministère, leurs noms ayant été rayés des éditions récentes du bottin du clergé catholique canadien.

## Mémoire

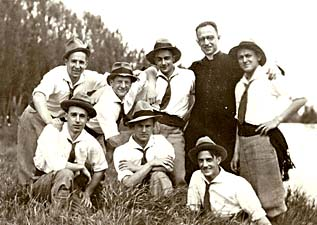
Rolland Brunelle (premier rang à gauche) en 1933.

La ville de Joliette avait donné à une rue et une salle de spectacles le nom de Rolland Brunelle, visé dans un des recours collectifs. En 2022, la ville rebaptise les deux sites,.